# 格奥尔基·瓦西利基
格奥尔基·瓦西利基（羅馬尼亞語：Gheorghe Vasilichi；1902年9月7日—1974年12月31日），罗马尼亚工人党中央政治执行委员会委员，罗马尼亚全国手工业合作社中央联合会主席。

## 生平
1902年，出生于罗马尼亚多尔日县切塔泰乡。
1927年，加入罗马尼亚共产党。
1924年，为金属工人联合会成员。
1926年，任罗马尼亚共产主义青年联盟、布加勒斯特地区委员会书记。
1930年，任罗马尼亚共产党布加勒斯特地区委员会书记。
1932年，为铁路工人中央行动委员会委员，参与领导罗马尼亚铁路和石油工人大罢工。
1933年，参加领导“格里维察二月战斗”，后被逮捕并受到审判。
1935年，在共产国际营救下，成功越狱，流亡苏联。6月，在莫斯科的共产国际列宁学院学习。
西班牙内战期间，参加国际纵队，赴西班牙作战。
二战期间，化名“维克托”，参加法国的反法西斯抵抗运动。
1942年，在法国成立了法兰西自由射手游击队—移民劳工（FTP-MOI），由法共领导并接受共产国际的指令，后被维希政府逮捕并驱逐出境。
1945年，回到罗马尼亚。
1948年，为罗马尼亚工人党中央委员、中央政治局委员，任罗马尼亚人民共和国公共教育部部长。
1949年，任罗马尼亚人民共和国矿业和石油部部长。
1950年，任罗马尼亚人民共和国煤炭工业、矿业和石油部部长。
1951年，任罗马尼亚全国手工业合作社中央联合会主席。
1952年，被解除了政治局委员职务。
1955年，被降为中央候补委员，
1960年，为中央委员。
1974年，逝世。

## 著作
- 《1920年罗马尼亚大罢工》
- 《在第二次世界大战法国抵抗运动中的罗马尼亚人》